# Mount Scott Trail
Le Mount Scott Trail – ou Mount Scott Lookout Trail – est un sentier de randonnée américain situé dans le comté de Klamath, en Oregon. Entièrement protégé au sein du parc national de Crater Lake, il permet d'atteindre le sommet du mont Scott depuis un arrêt le long de Rim Drive. Ce sentier est une propriété contributrice au district historique de Rim Drive depuis l'inscription de ce district historique au Registre national des lieux historiques le 30 janvier 2008.